# Žhavá katolická láska
Žhavá katolická láska (v anglickém originále Red Hot Catholic Love) je osmý díl šesté řady amerického animovaného televizního seriálu Městečko South Park. Premiéru měl 3. července 2002 na americké televizní stanici Comedy Central. 

## Děj
Opravdu kněží a další příslušníci církve znásilňují chlapce? Otec Max se rozhodne s tím něco dělat. Ale znamená to výlet do Vatikánu a podstoupit osmibitové plošinovky, které musí zažít na vlastní kůži. Mezitím se Kyle vsadí s Cartmanem, že se nevykadí ústy. Jenže Cartmanovi se to nakonec podaří a požaduje po něm peníze ze sázky. 